# 中丸遺跡
座標: 北緯35度32分29.3秒 東経139度34分20.4秒 / 北緯35.541472度 東経139.572333度
中丸遺跡（なかまるいせき）は、かつて神奈川県横浜市都筑区茅ケ崎南・茅ケ崎中央（調査当時は港北区茅ケ崎町）付近に存在した、縄文時代早期～中期の集落とみられる遺跡。港北ニュータウン遺跡群の1つ。

## 概要
鶴見川・早渕川に挟まれた丘陵地帯の中にある標高50メートル程の台地上に所在する。1965年（昭和40年）から始められた港北ニュータウン開発に伴う埋蔵文化財調査により、1978年（昭和53年）7月10日から同年8月10日にかけて発掘調査された（港北ニュータウン遺跡群調査）。調査後は全域が破壊され住宅地・道路に造成されている。
調査の結果、縄文時代早期に属する土坑（落とし穴）6基が検出されたほか、縄文早期（撚糸文式土器期）から前期（黒浜式期・諸磯式期）、中期の勝坂式期に至る縄文土器や石器類（石斧・スタンプ形石器）が出土した。
調査時点で既に後世の破壊が著しく、遺跡の全貌は解明できなくなっていたが、縄文早期を中心とする集落遺跡であった可能性が考えられている。
なお、港北ニュータウン遺跡群内には、荏田南から大丸～富士見が丘～二の丸付近にかけて、大丸遺跡・小丸遺跡・三の丸遺跡・二ノ丸遺跡という「丸」を冠する遺跡が連なる地域があるが、中丸遺跡のみはこの地域からやや東に離れた旧茅ケ崎町域に立地している。

## 関連文献
- 伊藤, 郭、石井, 寛、三宅, 正吉「中丸遺跡」『水窪遺跡・茅ヶ崎町遺跡群』 7巻〈港北ニュータウン地域内埋蔵文化財調査報告〉、1985年3月31日。 NCID BN13110710。